# This Bread Is Mine
This Bread Is Mine – trzeci album polskiego zespołu prog rockowego Believe, wydany 24 sierpnia 2009. Jest to pierwszy album z nowym wokalistą Karolem Wróblewskim. W celu osiągnięcia lepszego brzmienia, grupa nawiązała współpracę z inżynierem dźwięku, Andy Jackosnem odpowiedzialnym za realizacje płyt Pink Floyd i Davida Gilmoura. Efektem tego jest zbiór 11 nowych utworów
Album został wydany w dwóch wersjach – standardowej, zawierającej 11 utworów i limitowanym digipacku, wzbogaconym o 1 dodatkowy utwór. Okładka autorstwa Augusto Peixoto. Projekt graficzny – Paweł Wizimirski
„Czy uda Ci się znaleźć ukryte znaczenie tytułu Być może zastanowisz się nad swoim miejscem w rzeczywistości, gdzie na co dzień toczysz metaforyczną walkę o swój?kawałek chleba?, o swoje miejsce. Czym akurat dla Ciebie będzie ten chleb? Czy Twoja egzystencja to prawdziwa nieograniczona niczym wolność? Być może dojdziesz do wniosku, że wszystko to, co dotychczas widziałeś jest złudnym obrazem utkanym z Twojego bólu. Co wybierzesz? Rzeczywistość taką jaka jest, czy swoją indywidualną ścieżkę ku lepszemu? Włącz „This Bread is Mine” i posłuchaj muzycznego komentarza od Believe.”

## Lista utworów
1. „The Years” – 2:14
2. „Tales From Under (The Tree)” – 7:34
3. „Mother” – 4:22
4. „And All The Roads” – 8:15
5. „Darkness” – 5:53
6. „Problems Rise” – 6:04
7. „AA” – 4:31
8. „This Bread is Mine” – 7:39
9. „This Is Life” – 4:08
10. „Mine” – 4:42
11. „Silence” – 3:57

Bonus DG
1. „T.B.I.M” – 5:03

## Twórcy
- Karol Wróblewski – śpiew, flet poprzeczny
- Satomi – skrzypce
- Mirosław Gil – gitara
- Przemysław Zawadzki – gitara basowa
- Vlodi Tafel – perkusja

gościnnie
- Paulina Druch – wiolonczela
- Bartek Zbroszczyk – gitara